# Mojnest
Mojnest (románul: Moinești) város Bákó megyében, Moldvában, Romániában.
A város körül tíz ásványvizet adó forrás van, melyek vize a Gazu-patakban egyesül. A bákói kőolajtelep központja. Valamikor magyar település volt a helyén, ma nagyrészt románok lakják.

## Fekvése
A város a 475 méter magasságban a Dormánfalvi- medencét és a Tázló völgyét elválasztó fennsíkon fekszik, mely a Tarkő és Berzunc- hegységeket köti össze a Sós Tázlóba folyó Ürmös- patak vízgyűjtőjén. Kománfalvától 8, Bákótól 47 km- re fekszik.
A következő négy kistelepülésből alakult ki: Dealul Mare (Nagydomb), Lunca Moinești (Mojnestrét), Târgușorul Moinești (Mojnestvásár), és Mojnestpataka.

## Története, néveredete
A hagyomány szerint egy Moján nevű emberről kapta nevét, aki valamikor itt élt. Egyes néprajzosok Mánfalvával azonosítják. Egy 1452-es oklevél szerint egy Mojnes nevű csobánról kapta nevét. Írásban már 1438-ban említik, Alexandru cel Bun fia Ilieș által kiadott okiratban. Első (ortodox) templomát (Biserica Cuvioasa Paraschiva) 1702-ben építették, ez máig fennáll.
Mojnest 1781-ben vásárjogot nyert. Felemelkedése a kőolajszármazákok kitermelésével gyorsult. Már 1803-ban pakurát termeltek ki. A 19. század végén községi rangú település volt 760 házzal. Hetven kútból nyerték a kőolajat, hetente 1000 vödörrel. Tizenöt petróleumgyára volt, valamint parrafingyára és viaszgyára is a kőolajfeldolgozásra épült. Emellett több száz kézműves és kereskedő lakosa volt. A mezőgazdaság legfontosabb termékei a kukorica, kalászosok és hüvelyesek voltak.
1912-ben (több visszaminősítés után végleg) várossá nyilvánították. A 20. században a petróleumipar további lendületet adott a városnak. 1960 után lakótelepeket építettek, nagyszámú románt betelepítve. 2001-ben municípium lett.

### Mojnesti magyarok
Jerney János kutatása szerint magyar lakossága az államalapítás előtt is volt, de nem maradt fenn. Az 1800-as években odaköltöző magyaroknak - nem tudván hova temetkezzenek - egy 90 éves oláh megmutatta a régi magyar temetőt, melynek helyét megerősítette a tetemek kihantolása.
A mai római katolikus közösségről először 1776-ban írnak, akkor Gorzafalva egyházközségéhez tartozott. 1850-ben Jerney 103 magyar lakost számlált, megemlékezett templomáról, melyet "Urunk Mennybemenetele" tiszteletére szenteltek 1840 körül. 1890- ben már 579 magyar lakosa volt, mely közösség a huszadik század derekán tovább gyarapodott a Pusztina környéki magyar családokkal. 1930-ban százan vallották magukat magyar nyelvűnek és nemzetiségűnek. 1955-ben önálló katolikus egyházközség lett. 1992-ben 1365 katolikus lakosa volt, melyből Tánczos Vilmos ötvenre tette a magyar nyelvet ismerők számát. 2002-ben 1230 katolikus lakosa volt, a teljes lakosság 5%-a.

### Mojnesti zsidók
A 19. századtól szerveződött egy jelentős zsidó közösség a településen, amely virágkorát a kommunizmus kezdetéig élte. E közösség jeles képviselői: Tristan Tzara és Moses Rosen. 1890-ben 1987 izraelita lakosa volt, mely a teljes lakosság felét tette ki. Foglalkozásuk hagyományosan a kereskedelem és kézművesség volt.

## Demográfiai adatok
Etnikai megoszlása, a 2002-es népszámlálás alapján:
- román: 23.397
- roma: 753
- magyar: 32
- német: 9
- csángó: 6
- zsidó: 3
- görög: 3
- szerb: 3
- más: 4

Vallási hovatartozás, a 2002-es népszámlálás alapján:
- ortodox: 22.353
- római katolikus: 1.230
- pünkösdista: 286
- más vallású: 341

## Gazdaság
Gazdaságának alapját a só, földgáz, kőolaj és fakitermelés, feldolgozás adja. Emellett élelmiszeripara jelentős. Egy múzeuma a kőolajkitermelést mutatja be. Említésre méltó a városi gyógyfürdő is. Fontosabb mezőgazdasági terményei a kukorica és kalászosok.

## Közlekedés
A jó minőségű Kománfalva - Bákó közti 2G jelű főút szeli át, melyen jelentős autóforgalom halad. A buszvégállomásról rendszeresen közlekednek magáncégek járatai a megyeközpontba Bákóba, valamint Kománfalvára a vasútállomáshoz. Naponta többször vannak járatok Pusztinára, Frumószára is.

## Kultúra

### „Dada” emlékmű
Tristan Tzara születésének 100. évfordulójára emelték az úgy nevezett „Dada” emlékművet a városból kivezető úton Bacău felé. Az UNESCO kiemelten jelentős műemléknek nyilvánította.

### Híres mojnestiek
- Tristan Tzara (1896–1963), a román avantgárd legjelentősebb képviselője
- Moses Rosen (1912–1994), rabbi, a román akadémia tagja
- Alexandru Sever (1921–), író
- Nestor Rates, újságíró és politológus
- Cristina Popescu (1952–), nyelvész
- Raluca Belciu (1976–), újságíró

## Lásd még
- moldvai csángók